# TV Asahi
TV Asahi (en japonès, テレビ朝日) també coneguda com a EX o Tele-Asa (テレ朝) és una cadena de televisió comercial del Japó que emet per a tot el país. La seua seu es troba en el districte de Roppongi, en Minato (Tòquio).
La cadena va ser fundada en 1957 com televisió educacional, i en 1973 va passar a ser una cadena generalista comercial. Està controlada per TV Asahi Corporation, que també posseeix la xarxa informativa All-Nippon News Network.

## Història
La companyia va nàixer sota la denominació Nihon Educational Television l'1 de novembre de 1957, amb una llicència de caràcter de televisió educacional, sent així una de les primeres cadenes de televisió en el món amb eixes característiques.
No obstant això, el model de NET va fracassar, i a partir de la dècada de 1960 comença a realitzar diversos programes amb la intenció de transformar-se, de forma gradual, en una cadena generalista. Els nous programes, que en la seua majoria eren anime, sèries i pel·lícules estrangeres, eren justificats per la cadena, que solia oferir-los sota pretextos culturals com "introducció a altres cultures" per a tractar de superar les barreres de la seua concessió. A més, va canviar el seu nom pel de NET TV (NETテレビ). En 1967, NET va començar les seues emissions en color.
En 1973 la situació de la cadena es va normalitzar i a NET se li va atorgar, igual que al canal educatiu Channel 12 (actual TV Tòquio), una concessió de caràcter generalista. En 1977 la cadena va tornar a canviar el seu nom, passant a dir-se Asahi National Broadcasting Company, i va començar a usar la denominació comercial TV Asahi anys després.
En 1996 TV Asahi va començar a realitzar diversos canvis importants. Va establir la xarxa informativa All-Nippon News Network (ANN), va unificar totes les seues presentacions en els informatius i xarxes regionals, i va crear un logotip sota el qual va unir totes les seues cadenes i emissores afiliades. La cadena va experimentar un creixement en les seues audiències, que durant els seus primers anys d'existència van ser baixes, gràcies a la transmissió d'esports internacionals, programes d'entreteniment, anime, i espais nocturns entre altres programes.
A l'octubre de 2003 la cadena trasllada la seua seu a Roppongi i realitza un canvi d'imatge. El grup passa a cridar-se TV Asahi Corporation i la cadena passa a denominar-se comercialment com tv asahi. En 2005 TV Asahi va aconseguir situar-se en segona posició de les audiències japoneses, solament per darrere de Fuji TV.

## Imatge corporativa
En 2003 la cadena va passar a denominar-se comercialment com tv asahi, en minúscules, i el seu logotip va passar a ser un grup de barres generades per ordinador que canvien el seu color en funció dels sons. El canvi va ser realitzat per l'empresa britànica Tomato.

## Programació

### Anime
Entre altres produccions, és la cadena que ha emès (i continua emetent) la sèrie Doraemon, i ha realitzat altres produccions com Sailor Moon o Shin Chan, entre d'altres.
- Area 88
- Ashita no Nadja
- Bobobo-bo Bo-bobo
- Cutie Honey
- Captain Harlock
- Crayon Shin-chan
- Cyborg Kuro-chan
- Devilman
- Doraemon
- Gundam
- Haikara-san ga Tōru
- Hana no Ko Run Run
- Ichigo 100%
- Jinki:EXTEND
- L'abella Maia
- La aldea del arce
- Majokko Megu-chan
- Metal Hero
- Ojamajo Doremi
- Peacemaker Kurogane
- Pretty Cure
- Princess Princess
- Sailor Moon
- Saint Seiya
- Super Sentai
- Sh15uya
- Slam Dunk
- Sumomomo Momomo
- Tenjho Tenge
- Zombie-Loan